# Ich träumte von Afrika
Ich träumte von Afrika (I Dreamed of Africa) ist ein US-amerikanisches Filmdrama von Hugh Hudson aus dem Jahr 2000 mit Kim Basinger in der Hauptrolle. Die Handlung beruht auf der Autobiographie von Kuki Gallmann.

## Handlung
Kuki ist geschieden und lebt mit ihrem 7-jährigen Sohn Emanuele in Venedig, während ihr Ex-Mann mit seiner neuen Frau in den Vereinigten Staaten geblieben ist. Eines Abends geht sie mit ein paar Freunden aus, wird aber in einen Autounfall verwickelt. Sie wird ins Krankenhaus eingeliefert und trifft dort auf Paolo Gallman. Sie verliebt sich und heiratet ihn, dann folgt sie ihm nach Kenia.
In Kenia angekommen, ziehen sie auf ein 400 Quadratkilometer großes Anwesen, wo Kuki ihr neues Traumleben beginnt und schon bald vom Charme des Landes erfüllt wird. Paolo und Kuki führen hier in den kommenden Jahren eine Farm und kümmern sich auch um die Einheimischen. Als Emanuele aufs College geht, um zu studieren, beginnt Kuki ihn aus den Augen zu verlieren. Ein paar Jahre später wird Kuki von Paolo schwanger, doch noch bevor das Baby zur Welt kommt, stirbt Paolo bei einem Autounfall zwischen Mombasa und Nairobi. Kuki muss nun ihre Tochter Sveva allein großziehen und die Farm auch allein weiter bewirtschaften. Mit siebzehn kehrt Emanuele zu seiner Mutter zurück, stirbt jedoch einen tragischen Tod nach einem Schlangenbiss. Dennoch fasziniert Kuki dieses raue Land, das von großartigen Tieren bevölkert ist. Das macht es ihr leichter, den schweren Alltag zu ertragen, der von schlechtem Wetter, Dürre, Krankheiten und Widrigkeiten unterbrochen wird, um ihren wahren Platz in diesem Land zu finden, in dem es vor allem darum geht, zu überleben.
Auch wenn Afrika ihr das Wichtigste in ihrem Leben genommen hat, lebt Kuki weiter gern hier in den Ländern, die sie so fasziniert haben und gründet 1984 die „Gallmann Memorial Foundation“, die sich für den Schutz von Umwelt und Tieren in Kenia einsetzt.

## Kritiken
David Hiltscher bezeichnete den Film auf der Website filmspiegel.de als „langweilig“ und die Handlung als „pseudotragisch“. Jack Mathews kritisierte in New York Daily News die Schwächen des Drehbuchs, aber lobte die Bilder. William Arnold schrieb im Seattle Post-Intelligencer, der Film wäre von einem großartigen Film weit entfernt. Maitland McDonagh lobte in TV Guide die Darstellung von Kim Basinger und die Bilder.
Cinema wertete:  „In diesem Drama stolpert Kim Basinger auf dem Elefantenpfad über den Sinn des Lebens.“ „Die Einsichten, die Kuki angesichts [verschiedener Lebens-] Prüfungen gewinnt, sind in etwa so gehaltvoll wie das Geschwafel des Bild-am-Sonntag-Kolumnisten Peter Hahne.“ „An traumhaften Kenia-Bildern mangelt es jedoch nicht.“
Der deutsche Filmdienst schrieb: „Schwach entwickelnde Charaktere, eine uninspirierte Regie und die von der Inszenierung allein gelassenen Schauspieler bewirken ein kraftloses Melodram, das nur durch einige eindrucksvoll fotografierte Landschaftsbilder gewinnt.“
Auch bei prisma.de sah das Urteil nicht besser aus: „Hier wollte man wohl ähnliches Flair und Eleganz verbreiten wie etwa in Jenseits von Afrika. Doch das Ergebnis ist zweifellos einer der schlechtesten Filme der Saison: keinerlei Poesie, sinnlose bis idiotische Szenen und eine zusammengestückelte Story um das Leben der Umweltaktivistin Kuki Gallmann, die auch die literarische Vorlage lieferte. Regisseur Hugh Hudson verlässt sich hier zu sehr auf die Oscar-Preisträgerin Kim Basinger, die bei diesen hohlen Dummbrot-Dialogen allerdings auch nichts retten kann.“
Kino.de bemängelte den „holprigen Erzählrythmus“, der entsteht, wenn „Man versucht möglichst viele, wenn auch nicht immer sonderlich elegant miteinander verbundene Plotpunkte der Vorlage unterzubringen.“ „Abgesehen von Kuki fallen die Charakterzeichnungen eindimensional aus und die Einheimischen bleiben durchweg blosse Statisten. Es mangelt an Spannung, da ein unerfreuliches Ereignis auf das nächste folgt, ohne dass Schwerpunkte gesetzt werden. Auch der romantische Aspekt wird auf Sparflamme gehalten.“

## Auszeichnungen
Kim Basinger wurde 2001 für die Goldene Himbeere nominiert.